# Renan (calciatore 2002)
Renan Victor da Silva, noto semplicemente come Renan (Itapevi, 19 maggio 2002), è un calciatore brasiliano, difensore dell'Shabab Al-Ahli.

## Caratteristiche tecniche
È un difensore centrale completo con capacità, in caso di emergenza, di giocare anche come terzino inoltre ha nel suo repertorio il gioco aereo e un spiccato senso della posizione.  Mancino e con una buona visione di gioco, sa impostare il gioco molto bene grazie alle sue capacità tecniche diventando spesso il primo regista della propria squadra.

## Carriera

### Club
Cresciuto nel Palmeiras dall'età di 13 anni, nell'ottobre 2020 ha rinnovato il contratto con i Verdão fino al 2025, poche settimane prima era stato aggiunto nella lista per la Coppa Libertadores. 
Ha esordito in Coppa Libertadores il 25 novembre 2020, nella partita di andata degli ottavi di finale contro il Delfín.

### Nazionale
Nel 2019 ha disputato tutte le partite della fase a gironi del Campionato sudamericano Under-17, inoltre ha conquistato il Campionato mondiale Under-17 con il Brasile U-17, giocando solo gli ottavi di finale contro il Cile U-17.

## Palmarès

### Competizioni statali
- Campionato paulista: 1

Palmeiras: 2022

### Competizioni nazionali
- Coppa del Brasile: 1

Palmeiras: 2020
- Supercoppa degli Emirati Arabi Uniti: 2

Shabab Al-Ahli: 2023, 2024
- Campionato emiratino: 2

Shabab Al-Ahli: 2022-2023, 2024-2025

### Competizioni internazionali
- Coppa Libertadores: 2

Palmeiras: 2020, 2021
- Recopa Sudamericana: 1

Palmeiras: 2022

### Nazionale
- Campionato mondiale Under-17: 1

Brasile 2019